# Distretto di Gölcük
Il distretto di Gölcük (in turco Gölcük ilçesi) è uno dei distretti della provincia di Kocaeli, in Turchia.
| Controllo di autorità | VIAF (EN) 147932103 · LCCN (EN) n98952497 · J9U (EN, HE) 987007538062205171 |